# Coppa dell'Asia orientale 2015
La Coppa dell'Asia orientale 2015 è la sesta edizione della competizione organizzata dalla EAFF. La fase finale si disputa in Cina nell'estate 2015.

## Prima fase
Le partite si sono giocate a Guam. La prima classificata del girone si è qualificata per il secondo turno preliminare.
| Squadra                       | P.ti | G | V | N | P | GF | GS | DR |
| ----------------------------- | ---- | - | - | - | - | -- | -- | -- |
| Guam                          | 7    | 3 | 2 | 1 | 0 | 7  | 0  | +7 |
| Macao                         | 4    | 3 | 1 | 1 | 1 | 4  | 4  | 0  |
| Mongolia                      | 3    | 3 | 1 | 0 | 2 | 6  | 5  | +1 |
| Isole Marianne Settentrionali | 3    | 3 | 1 | 0 | 2 | 2  | 10 | -8 |

| Dededo 21 luglio 2014, ore 15:00 UTC+10                                        | Mongolia  | 4 – 0 referto | Isole Marianne Settentrionali | GFA National Training Center |
| \| \| \| \| \| Munkh-Erdene 20’ Soyol-Erdene Murun Bilegtii \| Marcatori \| \| |           |               |                               |                              |
|                                                                                |           |               |                               |                              |
| Munkh-Erdene 20’ Soyol-Erdene Murun Bilegtii                                   | Marcatori |               |                               |                              |

| Dededo 21 luglio 2014, ore 17:30 UTC+10 | Guam | 0 – 0 referto | Macao | GFA National Training Center |

| Dededo 23 luglio 2014, ore 15:00 UTC+10                                   | Macao     | 1 – 2 referto         | Isole Marianne Settentrionali | GFA National Training Center |
| \| \| \| \| \| Pang Chi Hang 17’ \| Marcatori \| 38’ Swaim 65’ Schuler \| |           |                       |                               |                              |
|                                                                           |           |                       |                               |                              |
| Pang Chi Hang 17’                                                         | Marcatori | 38’ Swaim 65’ Schuler |                               |                              |

| Dededo 23 luglio 2014, ore 17:30 UTC+10        | Guam      | 2 – 0 referto | Mongolia | GFA National Training Center |
| \| \| \| \| \| Guy 16’, 75’ \| Marcatori \| \| |           |               |          |                              |
|                                                |           |               |          |                              |
| Guy 16’, 75’                                   | Marcatori |               |          |                              |

| Dededo 25 luglio 2014, ore 15:00 UTC+10 | Macao | 3 – 2 referto | Mongolia | GFA National Training Center |

| Dededo 25 luglio 2014, ore 17:30 UTC+10 | Guam | 5 – 0 referto | Isole Marianne Settentrionali | GFA National Training Center |

## Seconda fase
| Squadra        | P.ti | G | V | N | P | GF | GS | DR |
| -------------- | ---- | - | - | - | - | -- | -- | -- |
| Corea del Nord | 7    | 3 | 2 | 1 | 0 | 7  | 2  | +5 |
| Hong Kong      | 4    | 1 | 1 | 1 | 1 | 2  | 2  | 0  |
| Guam           | 4    | 3 | 1 | 1 | 1 | 3  | 6  | -3 |
| Taipei cinese  | 1    | 3 | 0 | 1 | 2 | 1  | 3  | -2 |

| Taipei 13 novembre 2014, ore 16:00 UTC+8 | Corea del Nord | 2 – 1 | Hong Kong | Stadio municipale di Taipei |

| Taipei 13 novembre 2014, ore 19:00 UTC+8 | Taipei cinese | 1 – 2 | Guam | Stadio municipale di Taipei |

| Taipei 16 novembre 2014, ore 16:00 UTC+8 | Guam | 1 – 5 | Corea del Nord | Stadio municipale di Taipei |

| Taipei 16 novembre 2014, ore 19:00 UTC+8 | Taipei cinese | 0 – 1 | Hong Kong | Stadio municipale di Taipei |

| Taipei 19 novembre 2014, ore 16:00 UTC+8 | Hong Kong | 0 – 0 | Guam | Stadio municipale di Taipei |

| Taipei 19 novembre 2014, ore 19:00 UTC+8 | Taipei cinese | 0 – 0 | Corea del Nord | Stadio municipale di Taipei |

## Fase finale
| Squadra        | P.ti | G | V | N | P | GF | GS | DR |
| -------------- | ---- | - | - | - | - | -- | -- | -- |
| Corea del Sud  | 5    | 3 | 1 | 2 | 0 | 3  | 1  | +2 |
| Cina           | 4    | 1 | 1 | 1 | 1 | 3  | 3  | 0  |
| Corea del Nord | 4    | 1 | 1 | 1 | 1 | 2  | 3  | -1 |
| Giappone       | 2    | 3 | 0 | 2 | 1 | 3  | 4  | -1 |

| Wuhan 2 agosto 2015, ore 18:20 UTC+8 | Corea del Nord | 2 – 1 | Giappone | Stadio del Centro sportivo di Wuhan |

| Wuhan 2 agosto 2015, ore 21:00 UTC+8 | Cina | 0 – 2 | Corea del Sud | Stadio del Centro sportivo di Wuhan |

| Wuhan 5 agosto 2015, ore 18:20 UTC+8 | Giappone | 1 – 1 | Corea del Sud | Stadio del Centro sportivo di Wuhan |

| Wuhan 5 agosto 2015, ore 21:00 UTC+8 | Cina | 2 – 0 | Corea del Nord | Stadio del Centro sportivo di Wuhan |

| Wuhan 9 agosto 2015, ore 17:10 UTC+8 | Corea del Sud | 0 – 0 | Corea del Nord | Stadio del Centro sportivo di Wuhan |

| Wuhan 9 agosto 2015, ore 20:10 UTC+8 | Cina | 1 – 1 | Giappone | Stadio del Centro sportivo di Wuhan |

## Classifica finale
| Rank | Team                          |
| ---- | ----------------------------- |
|      | Corea del Sud                 |
|      | Cina                          |
|      | Corea del Nord                |
| 4    | Giappone                      |
| 5    | Hong Kong                     |
| 6    | Guam                          |
| 7    | Taipei cinese                 |
| 8    | Macao                         |
| 9    | Mongolia                      |
| 10   | Isole Marianne Settentrionali |